# 어대구족

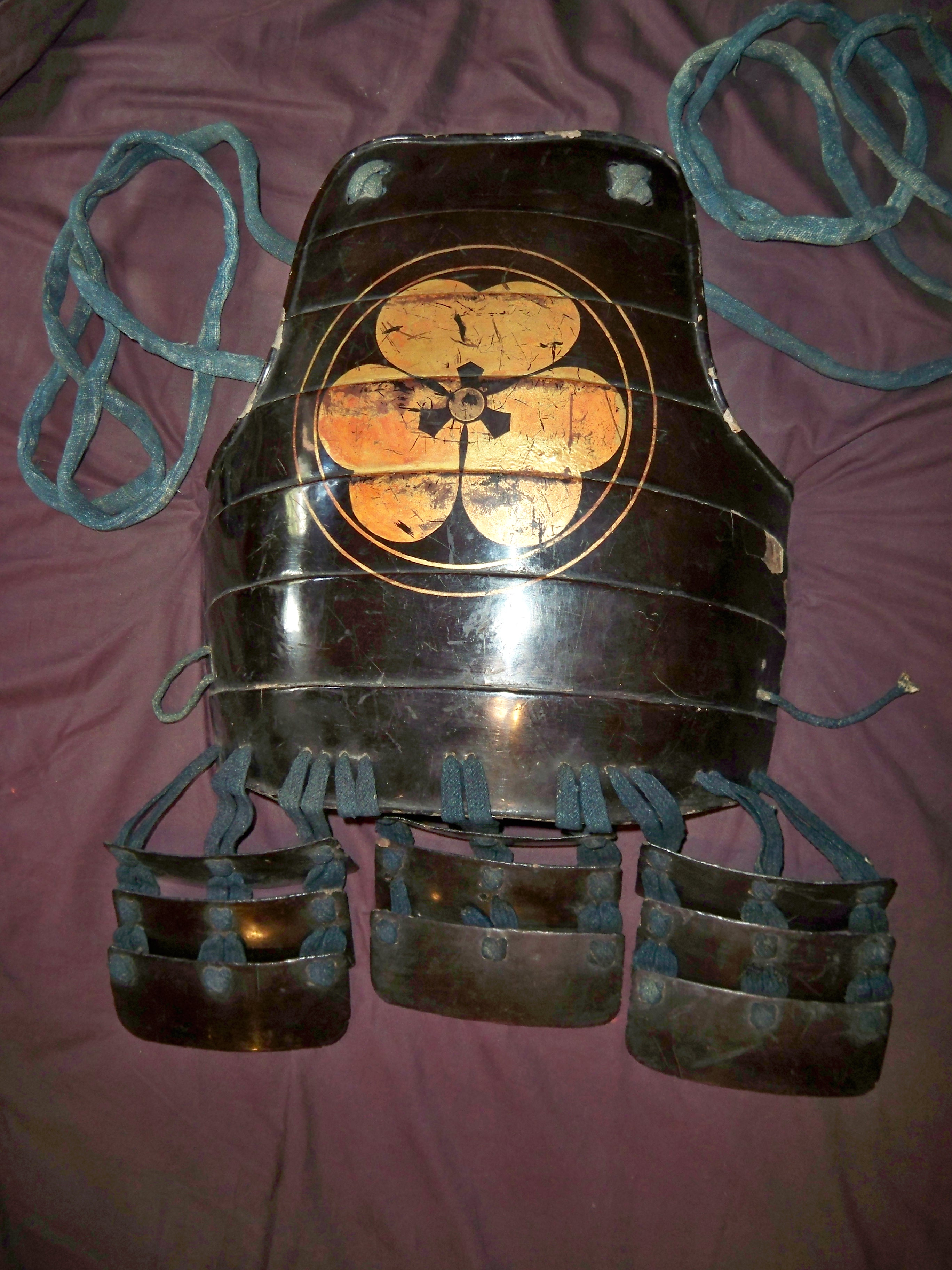
어대구족. 등판 없이 배판만 있다는 점에서 복당의 영향이 나타나며, 만든 방식은 횡신동구족이다.

어대구족(일본어: 御貸具足 오카시구소쿠[*])은 근세 일본 갑옷인 당세구족의 일종이다.
제대로 된 당세구족은 비싼 물건으로 고위 무사들의 물건이었지만, 각 다이묘들이 자기 영지의 농민들을 징집해 족경이라는 이름의 경보병으로 부리게 되면서 이들 족경에게 당세구족을 단순화한 양산형 갑옷을 전쟁터에 나갈 때마다 대여해 주었다. 이것이 어대구족이다. 한자 그대로 나으리(御)가 빌려주신(貸) 갑옷(具足)인 것이다.
여기에 투구 역시 호시카부토나 스지카부토처럼 정교한 것 대신 즈나리카부토나 진가사 같은 양산형 투구를 갖다 씌어 놓으면 일반적으로 생각하는 족경의 이미지가 완성된다.